# 斯堪尼亚汽车
斯堪尼亞汽車工業股份有限公司（Scania AB，在港澳曾稱作世冠、紳佳、香港俗稱雞乸，台灣監理服務網譯作斯堪尼亞），是瑞典的貨車及巴士製造廠商之一，於1891年成立，現時總部位於南泰利耶，於瑞典以外地區包括荷蘭、阿根廷及巴西均設有生產線。
其名稱「Scania」是瑞典城市斯科訥省（Skåne）的拉丁語名稱，徽标中的狮鹫取自斯科讷省的徽章。

## 歷史

### Scania-Vabis
1911年，來自南泰利耶的Vabis與來自馬爾默的Maskinfabriks-aktiebolaget Scania合并組成了AB Scania-Vabis。Vabis是一家在1891年成立，製造鐵路車輛的公司，而在1900年成立的Maskinfabriks-aktiebolaget Scania起初則是製造自行车的。两家公司都曾尝试过制造汽车、卡车和发动机，但取得的成功各不相同。1910 年，Maskinfabriks-aktiebolaget Scania 成功地制造出了可靠的汽车，而 Vabis 则濒临倒闭。Maskinfabriks-aktiebolaget Scania 的总经理 Per Alfred Nordeman 向 Vabis 的所有者、钢铁制造商 Surahammars Bruk 发出邀请，双方于 1910 年 11 月达成协议，并于 1911 年实现合并。最初，他們的总部设在马尔默，之後在 1912 年迁至 Södertälje。
在當時，瑞典其實已有很多廉價的進口汽車，因此Scania-Vabis打算製造比較高級且豪華的汽車，例如1920 年生产的 III 型豪华轿车，车顶上有一个礼帽架。瑞典卡尔王子拥有一辆 1913 年生产的Scania-Vabis 3S 型轿车，这种轿车安装了车内按钮，乘客可以与驾驶员交流。斯堪尼亚-瓦比斯还制造了双座跑车。然而，第一次世界大战的爆发改变了这家公司，几乎所有的产品都被转用于瑞典军队。到 1916 年，Scania-Vabis获得了足够的利润，所以可以投资重新开发两个生产设施。
战争结束后，斯堪尼亚于 1919 年决定完全专注于制造卡车，放弃轿车和巴士在内的其他产品，包括。然而，战争中退役的军用车辆大量涌入市场，使斯堪尼亚深受其害。到 1921 年，公司宣告破产。。在面臨財務困境后，斯堪尼亞獲得了來自Stockholms Enskilda Bank的資金，他們成為一家實力雄厚、技術精湛、信譽卓著的公司。。

### Scania-Vabis的丹麥業務
在1910年代與1920年代時，他們除了在本國瑞典有業務，他們也在丹麥與挪威有業務。1913 年底，公司在丹麥設立了子公司。 隔年，第一輛丹麥製造的汽車，一輛擁有四個座位的Phaeton汽車，在該公司位於哥本哈根的Frederiksberg 工廠生產。 1914 年，該工廠生產了丹麥第一輛Scania-Vabis卡車，隨後開發了世界上第一台 V8引擎。 1921 年，丹麥工廠在售出約 175 輛卡車和 75 輛汽車後關閉。

### Scania-Vabis的挪威業務
1917 年，與新成立的挪威公司 Norsk Automobilfabrik A/S 簽訂了一份關於在 Scania-Vabis 許可下生產汽車和卡車的協議。 生產於 1919 年開始，但在 1921 年僅生產了 77 輛卡車後結束。

### 第二次世界大戰
在第二次世界大戰期間，斯堪尼亞為瑞典陸軍生產了多種軍用車輛，包括根據許可生產的 Stridsvagn m/41 輕型坦克。

### Scania-Vabis的擴張與更名至Scania
20 世纪 50 年代，瑞典Scania-Vabis公司成为威利吉普车和大众甲壳虫的代理商，扩大了业务范围。1954 年，他们成功推出了 L71 Regent 卡车，成为沃尔沃的竞争对手。他们还扩大了在瑞典的经销商网络和维修车间，在通用和重型卡车领域都取得了很大的市场份额。
他们在出口市场的影响最大；到 20 世纪 60 年代，出口貿易量占其产量的大約50%。他们与荷兰的 Beers 合作，后者成为正式进口商，并建立了经销商网络，提供服务和维护。Scania-Vabis也采用 Beers 的商业模式进行海外销售。
20 世纪 60 年代，Scania-Vabis扩大了海外生产，在巴西和荷兰分别建立了工厂。他们还收购了卡車驾驶室制造商 Be-Ge 和其他公司，以扩大生产能力。
Scania-Vabis也曾在多个国家生产卡车，包括博茨瓦纳、巴西、韩国、坦桑尼亚、荷兰、津巴布韦和美国。
1968 年，该公司重新命名为 "斯堪尼亚"，去掉了名称中的 "Vabis"，并推出了新的徽标和卡车型号。

### 斯堪尼亞在美洲的擴張
20 世纪 70 年代和 80 年代，斯堪尼亚继续扩大其全球业务和生产能力。1976 年，公司在阿根廷建立了一个工业复合体，主要生产变速箱和差速器。
1982 年，阿根廷的 "Scania Program "推出了 2 系列卡车，包括 T-112 和 R-112 卡车，並有多种驾驶室可供选择，引擎排量也各不相同。1983 年，在阿根廷图库曼省生产的 K112 上市，取代了 BR-116 车型。
公司还在 20 世纪 80 年代中期擴張到美国市场，他們設下了一個目标，就是在 1987 年销售 200 辆卡车。斯堪尼亚将重点放在新英格兰地区，旨在调整其营销策略以适应美国市场的条件。

### 成爲子公司
1969 年，斯堪尼亚与萨博合并，成立了萨博-斯堪尼亚公司(Saab-Scania AB)。1999 年和 2006 年，沃尔沃试图收购斯堪尼亚，但遇到了歐盟的阻止 ，最终都以失败告终。最后，斯堪尼亚成为大众汽车集团的子公司，从 2000 年到 2015 年，大众汽车逐步收购了斯堪尼亚的所有权股份，使斯堪尼亚与德國曼恩商用车、巴西Volkswagen Caminhões e Ônibus （Volkswagen Truck & Bus）和 美國Navistar 一起成为重型商用车子公司 Traton 的一部分。

### 大中華地區代理

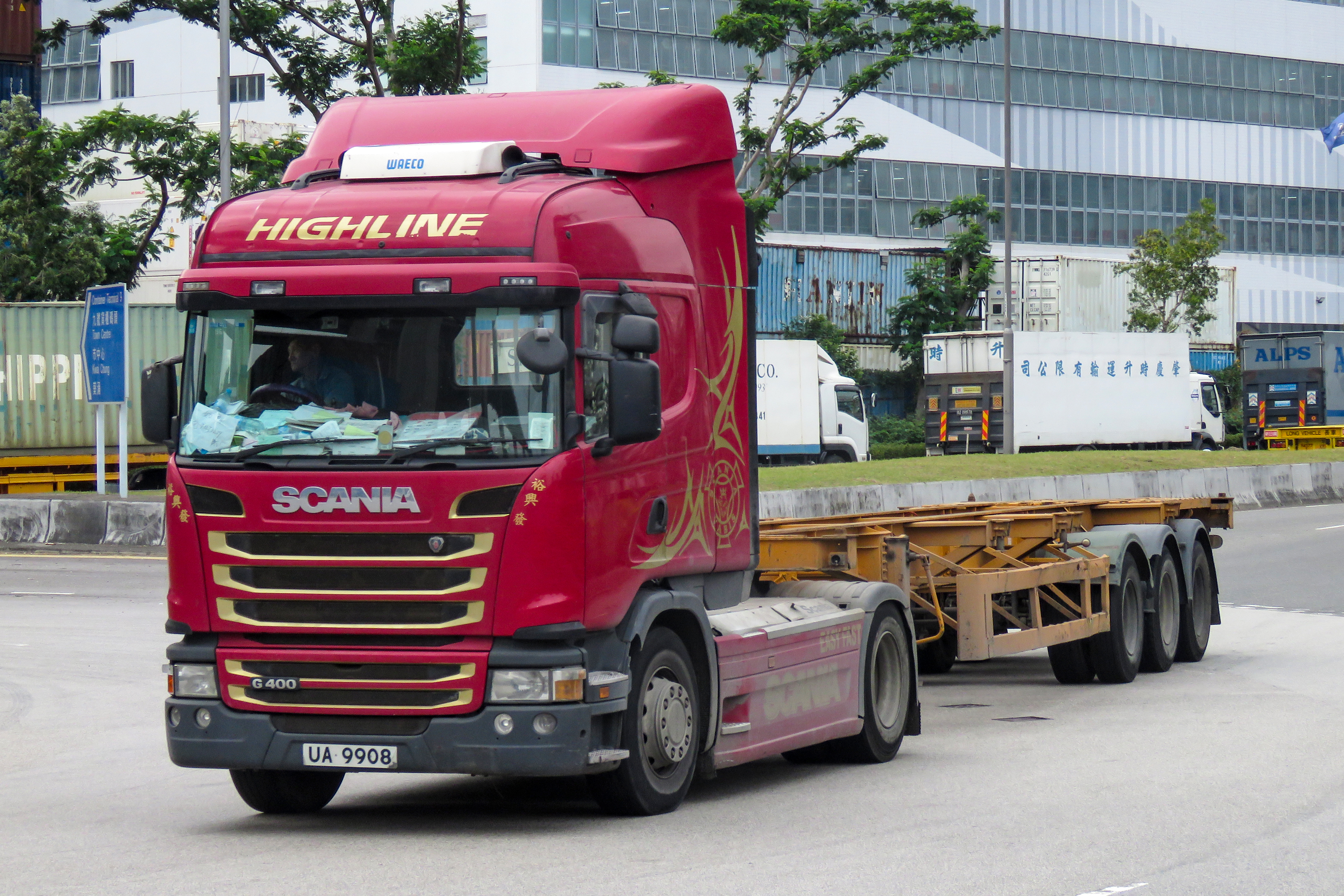
香港的右舵Scania G400

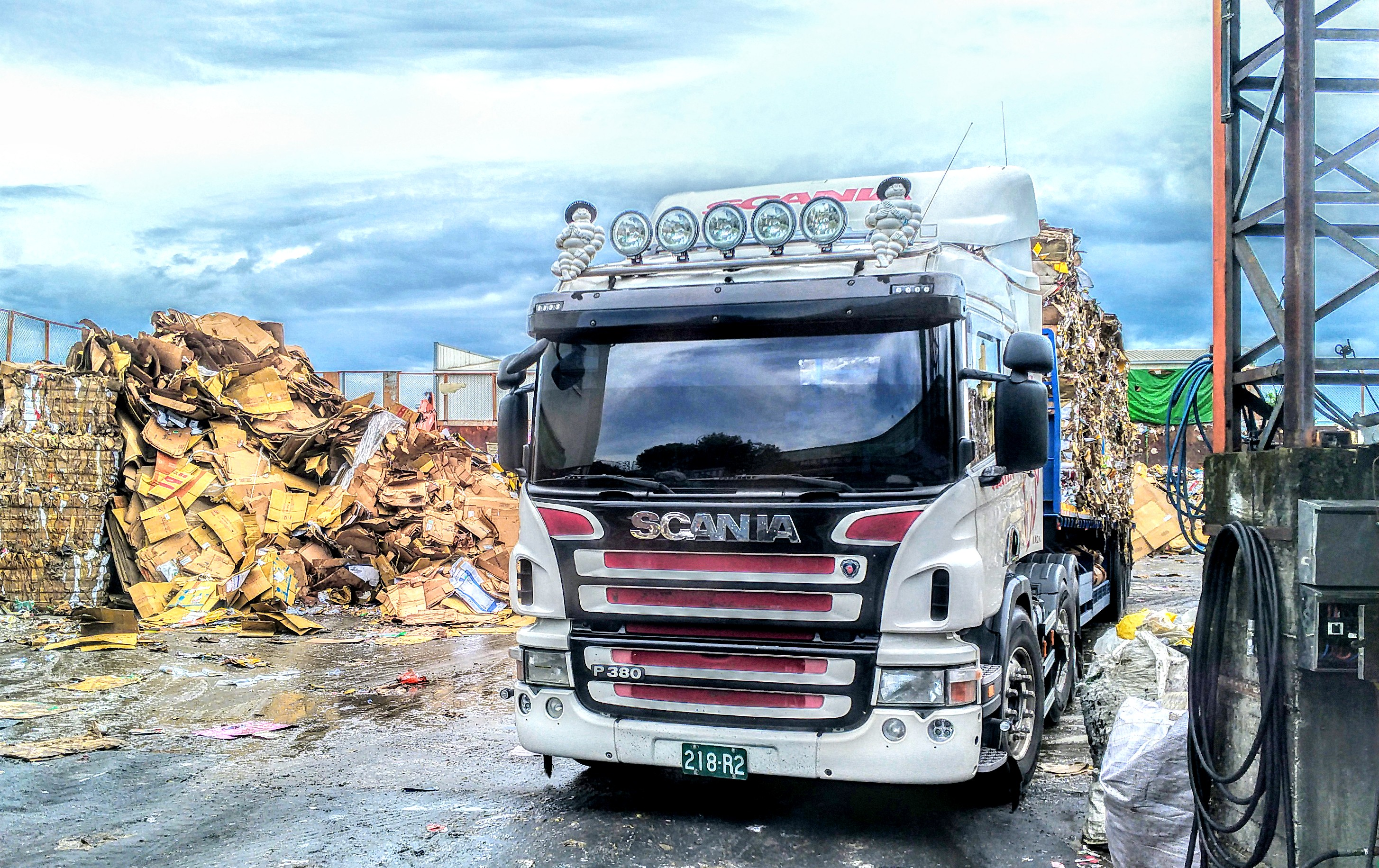
台灣的左舵Scania P380

早於1982年Scania已出口首批重型車輛到台灣；1984年進軍香港市場；中國大陆則於2000年代開始引進Scania。以往福方集團為Scania的大中華地區代理商，由2003年起，Scania總公司逐步收回大中華地區代理權。
- 2004年，Scania總公司在中國北京設立「斯堪尼亚销售（中国）有限公司」。2020年，斯堪尼亚收购中国南通皋开汽车制造有限公司來建立獨資生產線，2022年動工興建新廠房，2025年開始投產。
- 2005年底，Scania總公司從福方集團子公司商富貿易手中收回台灣總代理權，設立台灣子公司永德福汽車以直接經營台灣市場，並在2006年起斥資新台幣6億元在台灣西部沿海地區建置10個維修廠。
- 2008年，Scania總公司以福方集團收購天津汽車維修及銷售合營為理由，要求福方集團於10月終止Scania港澳代理權。其後福方集團提前終止代理權，Scania總公司就設立「Scania（香港）有限公司」以直接經營港澳市場[10]。

## 產品

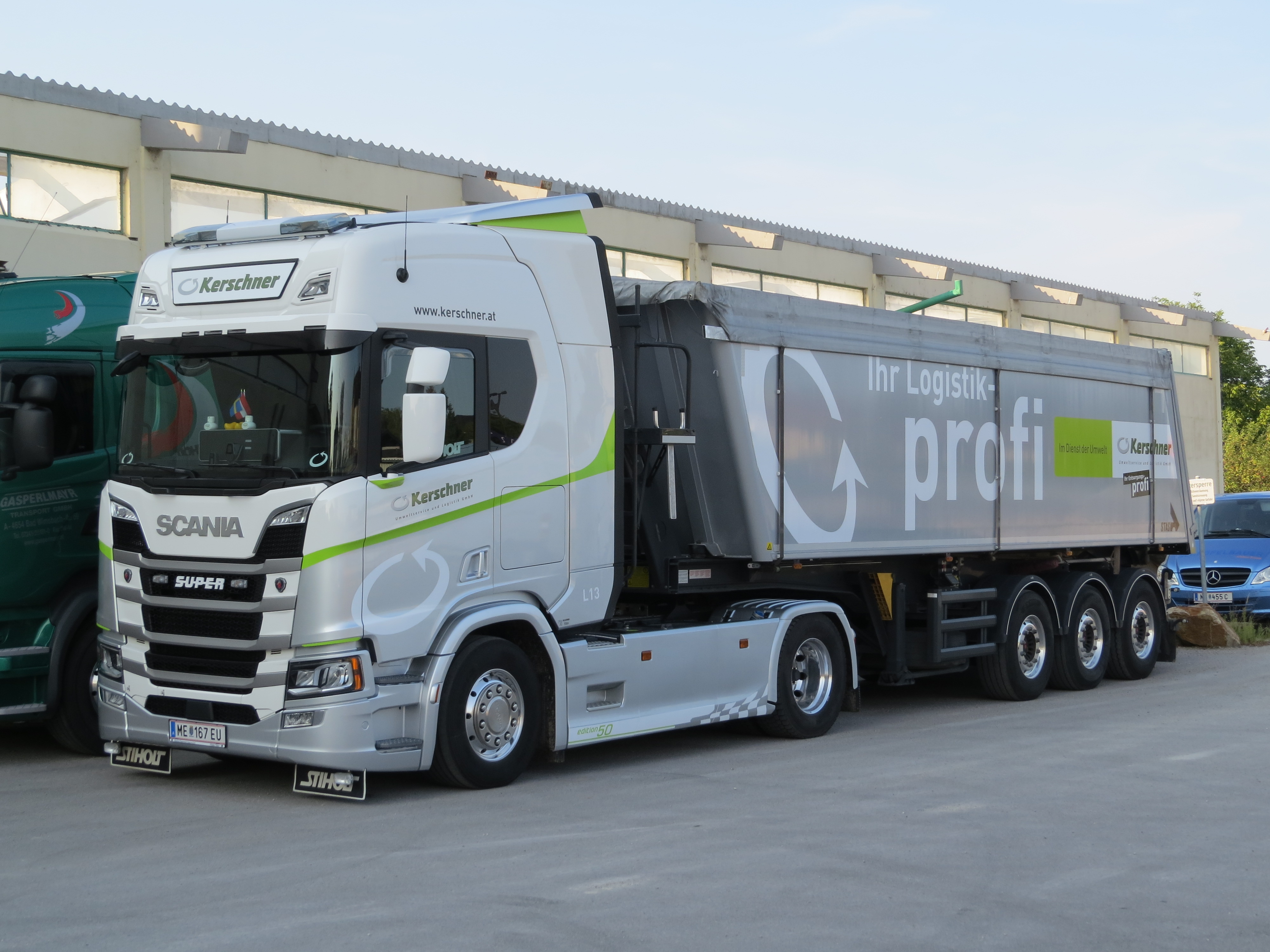
2016年的R Series

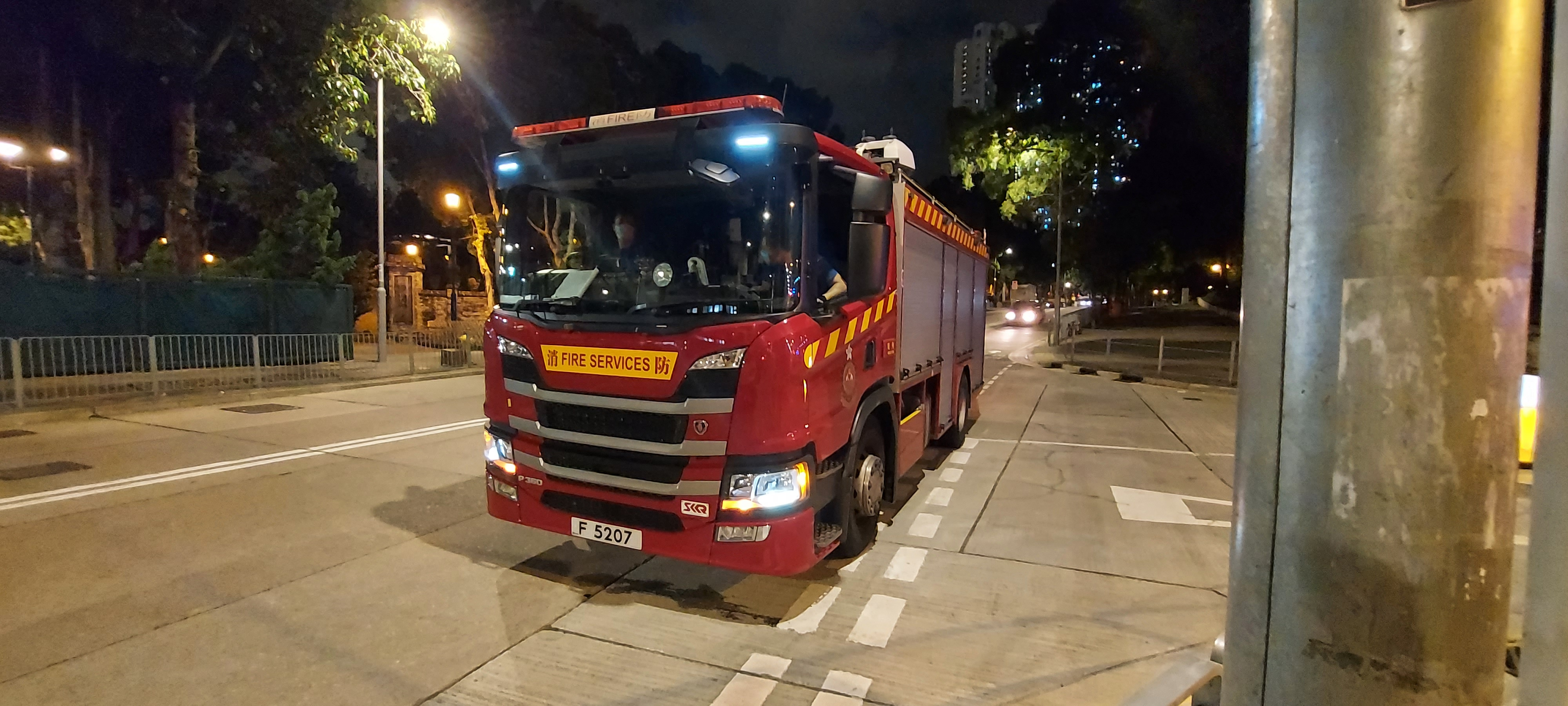
P系新款後備重型泵車

| 貨車 仍然生產中的系列 R-series P-series G-series L-series（2018年上市） S-series（2018年上市） 目前最大馬力為770匹 船用引擎則是在800匹 已停產系列 0-series：50，80，85，110，140（1968－1974） 1-series：81，86，111，141（1974－1981） 2-series：82，92，112，142（1981－1988） 3-series：93，113，143（1987－1995） 4-series：94，114，124，144，164（1995－2004） T-model： 0-series：110，140（1968－1974） 1-series：81，111，141（1974－1981） 2-series：82，92，112，142（1981－1988） 3-series：93，113，143（1987－1995） 4-series：94，114，124，144，164（1995－2004） T-series（2004-2005） | 巴士底盤 仍然生產中的系列 K-series （ 英语 ： Scania K-series） N-series F-series 已停產系列 0-series：B80/B110，BF80/BF110，BR85/BR110/BR115/BR145 1-series：B86/B111，BR86/BR111/BR116，BF86/BF111 2-series: BR112/N112, F82/F92/F112, K82/K92/K112, S82/S112 3-series: F93/F113, K93/K113, L113, N113, S113 4-series: F94, K94/K114/K124, L94, N94 完整巴士 仍然生產中的系列 OmniExpress Touring(和 海格客車 合作，由海格客車負責打造車身) Citywide Interlink Metrolink 已停產系列 C80/C110/CF110 CR110/CR111 CR85/CR145 CR112/CN112/CN113 CK112/CK113/CL113 MaxCi (CN113CLL) OmniCity OmniLink OmniLine |

#### 仍然生產中的系列

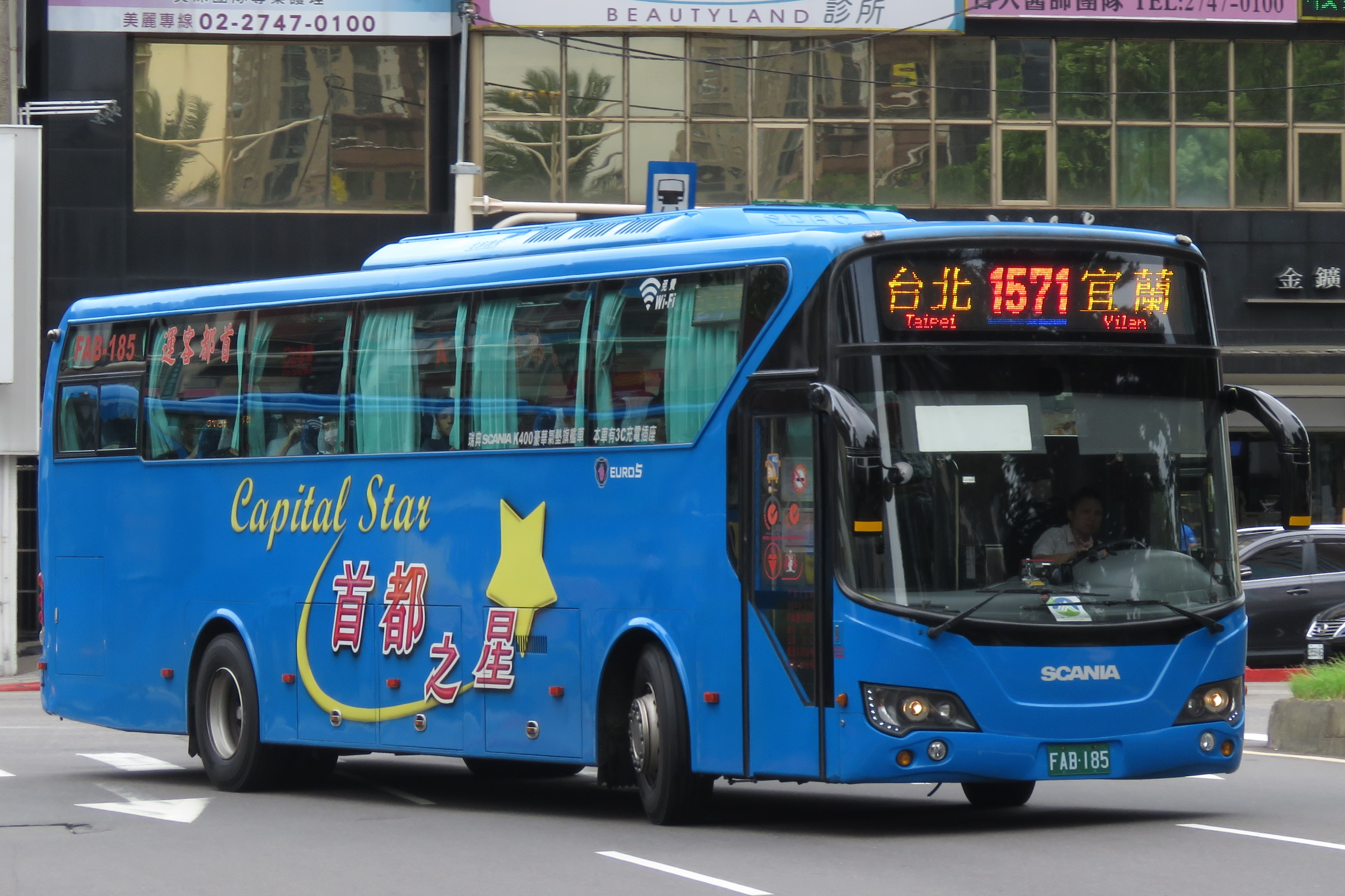
台灣首都客運由馨盛汽車打造車身的SCANIA K400IB4X2NB

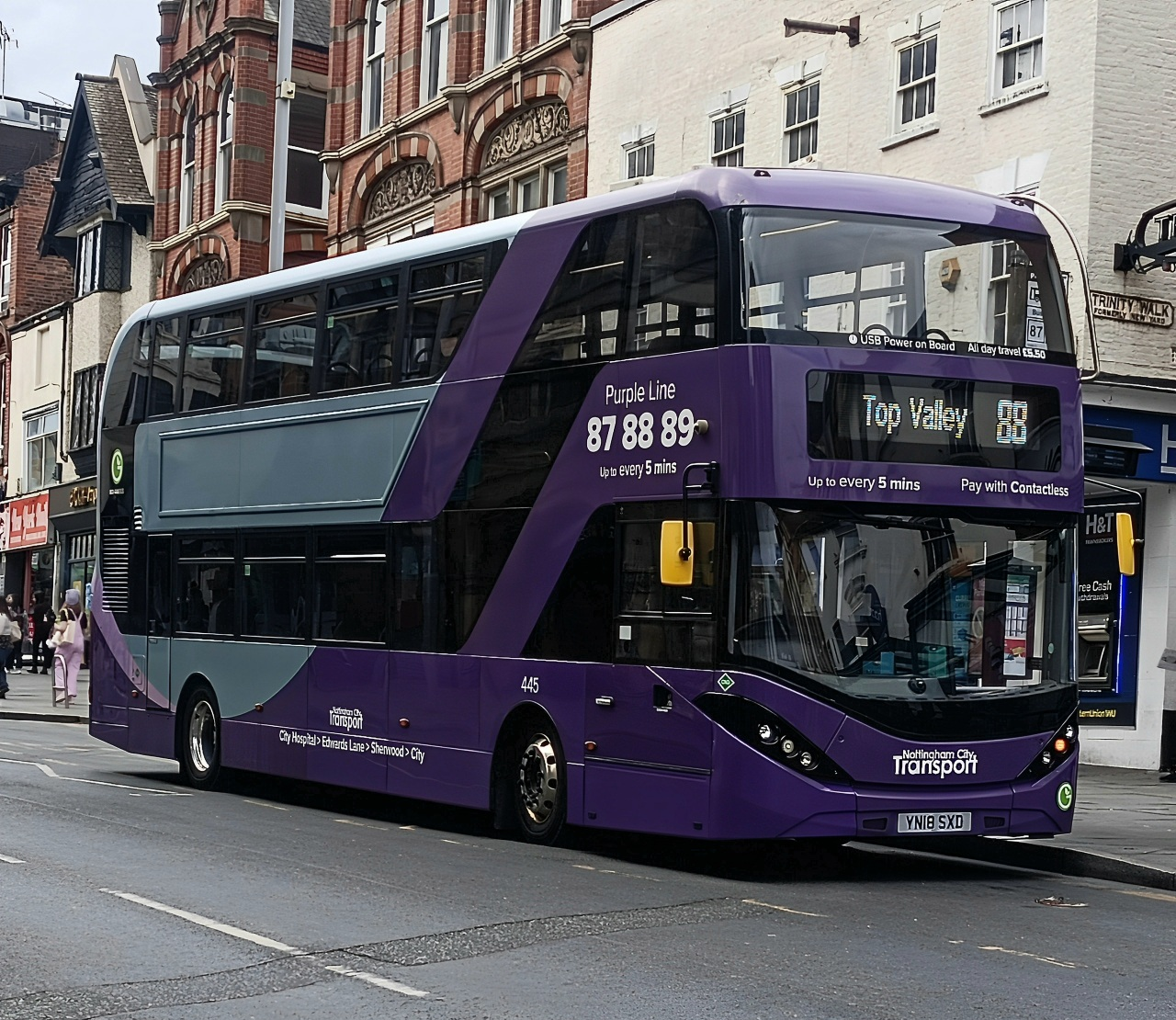
英國諾定咸配Enviro 400 City車身的Scania N280UD

在澳大利亚堪培拉运行的斯堪尼亚公交（底盘为K320UB）

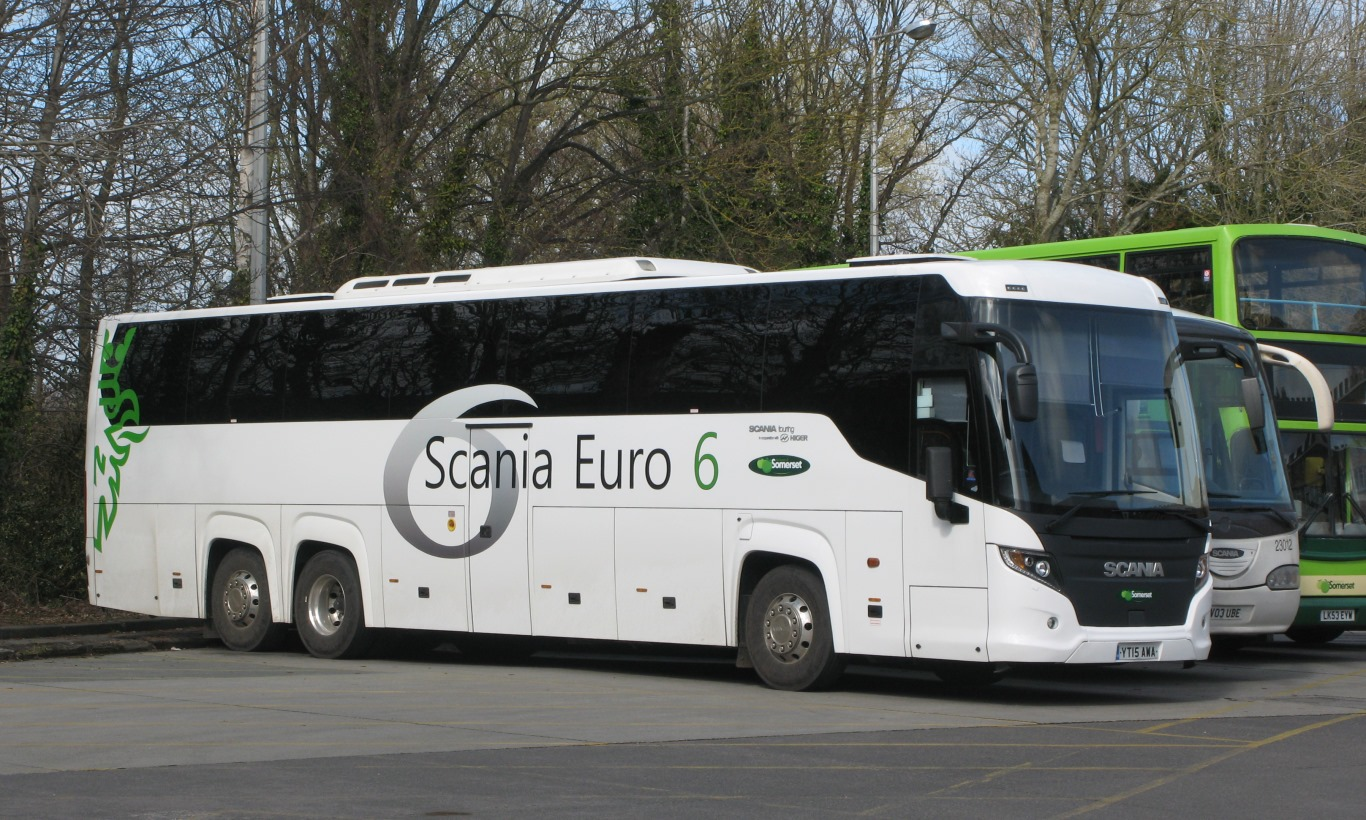
Scania汽車和海格客車合作由海格客車打造車身的Scania Touring系列，攝於英國

#### 已停產系列

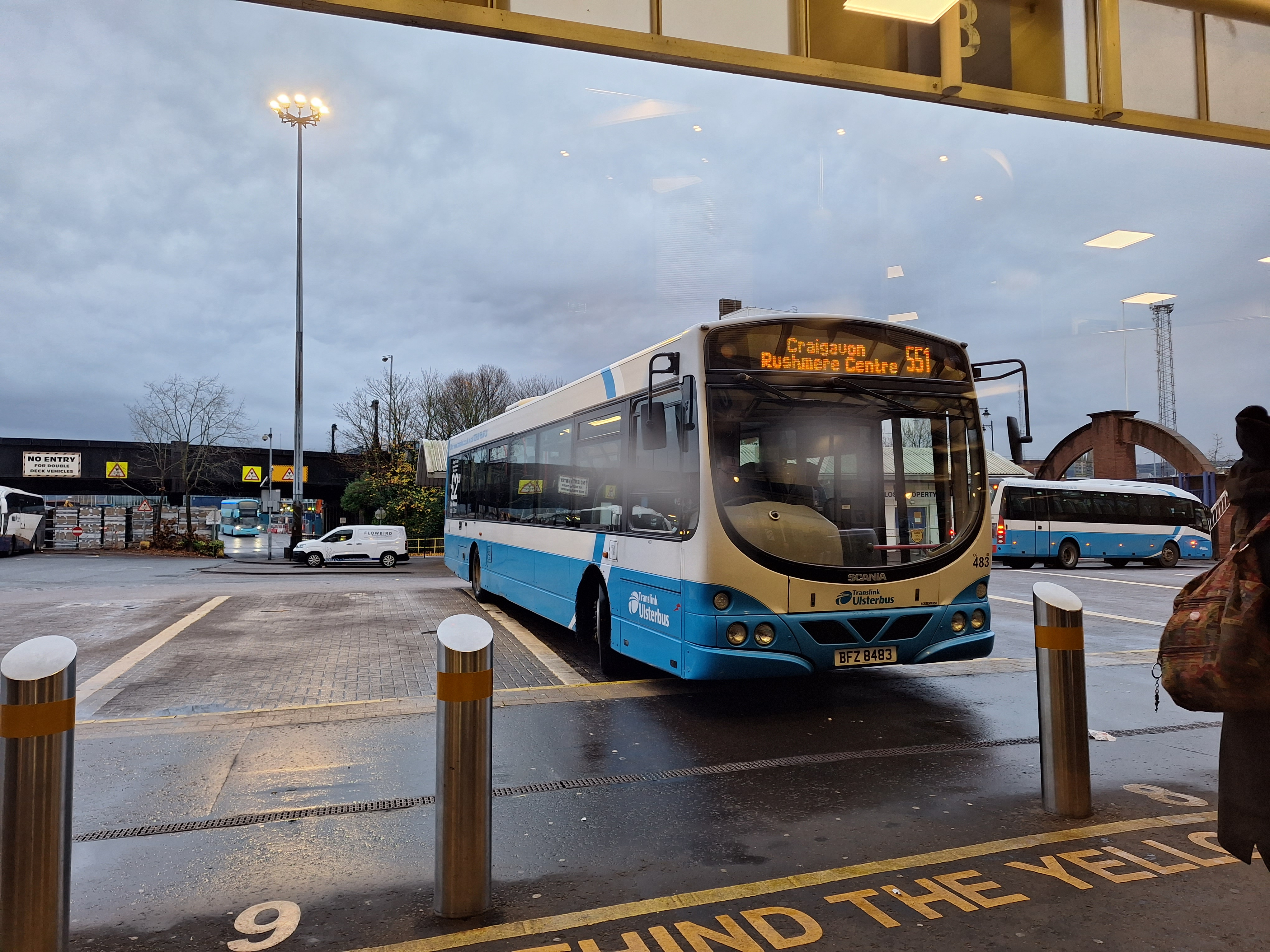
貝爾法斯特配Wright Solar車身的K230UB巴士

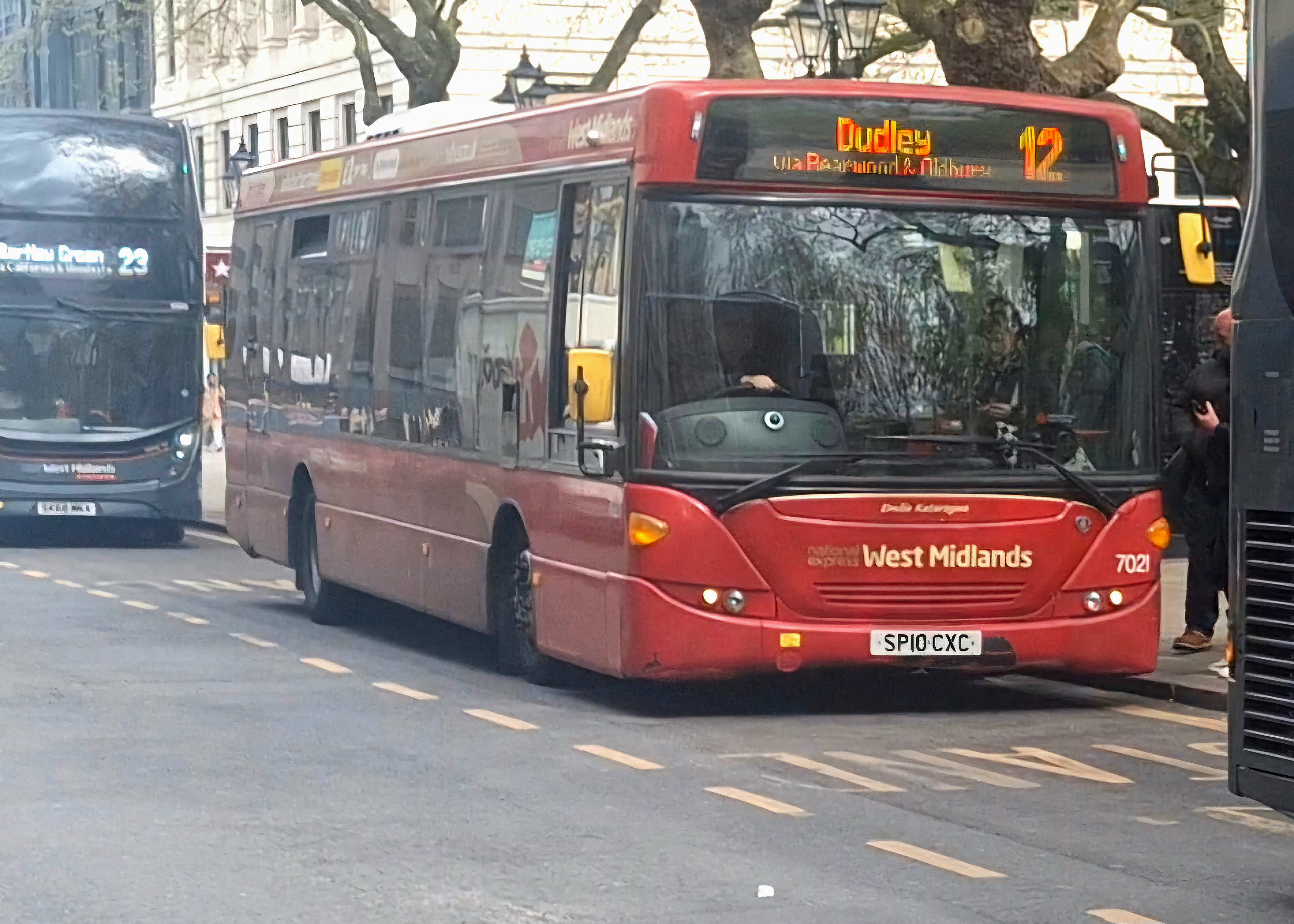
伯明翰的OmniLink巴士

## 外部連結
- Scania官方網站 （页面存档备份，存于）（英文）
  - 台灣網站 （页面存档备份，存于）（繁體中文）
  - 中国大陸网站 （页面存档备份，存于）（简体中文）
  - 香港网站 （页面存档备份，存于）（繁體中文）